# Miss Tierra Vietnam
Miss Tierra Vietnam (en vietnamita: Hoa hậu Trái Đất Việt Nam) es un concurso de belleza nacional en Vietnam. Fue establecido en 2023 por TNÁ Entertainment, propiedad de la ex supermodelo Trương Ngọc Ánh y seleciona a la representante de Vietnam para Miss Tierra.
La actual Miss Tierra Vietnam es Đỗ Thị Lan Anh de Hanói, quien fue coronada el 14 de octubre de 2023 en la Ciudad Ho Chi Minh. Representó a Vietnam en Miss Tierra 2023 y obtuvo el título de Miss Tierra - Agua.

## Ganadoras
| Año  | Miss Tierra Vietnam         | Miss Aire                                                                          | Miss Agua                                                                          | Miss Fuego                                                                         | Sede del concurso                                                                  | N.º de candidatas                                                                  |
| 2018 | Nguyễn Phương Khánh Bến Tre | Seleccionada a través de un casting llamado «Leading Stars Project» de Phúc Nguyễn | Seleccionada a través de un casting llamado «Leading Stars Project» de Phúc Nguyễn | Seleccionada a través de un casting llamado «Leading Stars Project» de Phúc Nguyễn | Seleccionada a través de un casting llamado «Leading Stars Project» de Phúc Nguyễn | Seleccionada a través de un casting llamado «Leading Stars Project» de Phúc Nguyễn |
| 2022 | Thạch Thu Thảo Trà Vinh     | Designada por Nova Entertainment                                                   | Designada por Nova Entertainment                                                   | Designada por Nova Entertainment                                                   | Designada por Nova Entertainment                                                   | Designada por Nova Entertainment                                                   |
| 2023 | Đỗ Thị Lan Anh Hanói        | Nguyễn Thị Thu Trang Ninh Binh                                                     | Hoàng Thị Yến Nhi Đồng Nai                                                         | Hoàng Thị Kim Chi Quảng Trị                                                        | White Palace Phạm Văn Đồng, Thủ Đức, Ciudad Ho Chi Minh                            | 46                                                                                 |

## Representación internacional
: Declarada como ganadora
     : Terminó como finalista
     : Terminó como una de las semifinalistas o cuartofinalistas
     : Terminó como ganadora de premios especiales
| Año  | Miss Tierra Vietnam  | Residencia         | Título nacional                                        | Posición en Miss Tierra | Premios especiales |
| ---- | -------------------- | ------------------ | ------------------------------------------------------ | ----------------------- | --- |
| 2024 | Por determinar       | Por determinar     | Por determinar                                         | Por determinar          | Por determinar |
| 2023 | Đỗ Thị Lan Anh       | Hanói              | Miss Tierra Vietnam 2023                               | Miss Tierra - Agua 2023 | - Mejor Aparición - Mejor Traje Nacional |
| 2022 | Thạch Thu Thảo       | Trà Vinh           | 2.ª finalista de Miss Ethnic Vietnam 2022              | Top 20                  | |
| 2021 | Nguyễn Thị Vân Anh   | Hưng Yên           | Designada                                              | No clasificó            | |
| 2020 | Thái Thị Hoa         | Gia Lai            | 2.ª finalista de Embajadora Miss Vietnam Universo 2018 | No clasificó            | - Mejor Traje Nacional (Asia y Oceanía) - Mejor en Traje de Noche - Jewel Beauty Strong «Embajadora de la Tierra» (Top 15; patrocinador) |
| 2019 | Hoàng Thị Hạnh       | Nghệ An            | Miss Fashion Vietnam 2015                              | No clasificó            | - Mejor Traje de Resort - Mejor Traje Nacional (Asia y Oceanía) - Miss Simpatía |
| 2018 | Nguyễn Phương Khánh  | Bến Tre            | 2.ª finalista de Miss Mar Vietnam Global 2018          | Miss Tierra 2018        | - Mejor Traje Nacional (Asia y Oceanía) - Mejor en Traje de Noche - Mejor en Traje de Baño - Miss Robig Builders (Patrocinador) - Miss San Vicente Palawan (Patrocinador) - Miss Puerto Princesa Centro Hotel (Patrocinador) - Miss RUJ Beauty Care & Spa (Patrocinador) |
| 2017 | Lê Thị Hà Thu        | Thừa Thiên Huế     | 1.ª finalista de Miss Océano Vietnam 2014              | Top 16                  | - Miss Fotogénica - Mejor Guerrera de la Tierra - Mejor Traje de Resort - Miss Talento - Mejor en Traje de Noche - Beauty Figure and Form (Top 15) |
| 2016 | Nguyễn Thị Lệ Nam Em | Tiền Giang         | Miss Delta del Mekong 2015                             | Top 8                   | - Miss Fotogénica - Miss Talento - Mejor en Traje de Noche - Mejor Eco Video (Top 3) |
| 2012 | Đỗ Hoàng Anh         | Hà Nội             | 2.ª finalista de Miss Vietnam 2012                     | No clasificó            | |
| 2011 | Phan Thị Mơ          | Tiền Giang         | Miss Miệt vườn 2010                                    | No clasificó            | |
| 2010 | Lưu Thị Diễm Hương   | Ciudad Ho Chi Minh | Miss Vietnam Mundo 2010                                | Top 14                  | - Mejor en Traje de Baño - Miss Talento (Top 5) - Miss CanDeluxe (Patrocinador) - Miss Vietnam Airlines (Patrocinador) |
| 2007 | Trương Tri Trúc Diễm | Ciudad Ho Chi Minh | 1.ª finalista de Miss Vietnam Fotogénica 2005          | No clasificó            | - Miss Fashion |
| 2006 | Vũ Nguyễn Hà Anh     | Hanói              | Designada                                              | No clasificó            | - Miss Talento (1.ª finalista) |
| 2005 | Đào Thanh Hoài       | Ciudad Ho Chi Minh | 2.ª finalista de Miss Vietnam Fotogénica 2004          | No clasificó            | |
| 2004 | Bùi Thúy Hạnh        | Hanói              | Designada                                              | No clasificó            | |
| 2003 | Nguyễn Ngân Hà       | Ciudad Ho Chi Minh | Miss Southern Provinces 2000                           | No clasificó            | - Mejor Cabello |